# Žarko Savić
Žarko Savić (Varvarin, 30. srpnja 1949. – 25. studenoga 2024.) bio je hrvatski i srpski kazališni, televizijski i filmski glumac.

## Filmografija

### Televizijske uloge
- "Metropolitanci" kao Baltazar Jukić (2022.)
- "Dar mar" kao Ante Brkljača (2021.)
- "Na granici" kao Ljubo (2018. – 2019.)
- "Počivali u miru" kao Milo Bučević (2017.)
- "Novine" kao Rade Mitrović (2016.)
- "Na terapiji" kao Ante (2013.)
- "Stipe u gostima" kao Zlatko (2012.)
- "Provodi i sprovodi" kao general Divjak (2012.)
- "Larin izbor" kao Tončijev zaposlenik (2011.)
- "Stipe u gostima" kao gazda (2010.)
- "Sve će biti dobro" kao Niko Bebić (2008. – 2009.)
- "Zakon!" kao profesor Starčević (2009.)
- "Mamutica" kao Boris Knežić (2009.)
- "Tužni bogataš" kao patolog (2008.)
- "Cimmer fraj" kao tajanstveni gost (2007.)
- "Bitange i princeze" kao Ptolomeh/Krsto (2006. – 2007.)
- "Zabranjena ljubav" kao Max Barić (2005.)
- "Hlapićeve nove zgode" kao Bundaš/Crni štakor (glas) (2002.)
- "Veliki odmor" kao Petar Žic (2000.)
- "Naša kućica, naša slobodica" (1999.)
- "Obiteljska stvar" kao inspektor Jurić (1998.)
- "Ptice nebeske" (1989.)
- "Smogovci" (1982.)
- "Nepokoreni grad" kao Policijski agent (1981.)
- "Velo misto" (1980.)
- "Mačak pod šljemom" (1978.)

### Filmske uloge
- "Zapamtite Vukovar" kao zarobljenik (2008.)
- "Moram spavat', anđele" kao Mustafa (2007.)
- "Crveno i crno" kao general (2006.)
- "Snivaj, zlato moje" kao endehazijski žandar (2005.)
- "Duga mračna noć" kao vojnik (2004.)
- "Prezimiti u Riju" kao Pančo (2002.)
- "Kasni ručak" (2002.)
- "Je li jasno, prijatelju?" kao Ico (2000.)
- "Srce nije u modi" kao August Novak (2000.)
- "Crvena prašina" kao otac (1999.)
- "Kad mrtvi zapjevaju" kao pukovnik (1998.)
- "Božić u Beču" kao Stevo (1997.)
- "Treća žena" (1997.)
- "Putovanje tamnom polutkom" kao Boro (1996.)
- "Gospa" kao policajac (1994.)
- "Narodni mučenik" (1993.)
- "Krhotine – Kronika jednog nestajanja" (1991.)
- "Smrtonosno nebo" kao Cigan (1990.)
- "Doktorova noć" (1990.)
- "Žanirci dolaze" (1988.)
- "Mala pljačka vlaka" (1984.)
- "Puška u cik zore" (1981.)
- "Rodoljupci" (1981.)

### Sinkronizacija
- "Vau vau zvijezda" kao Linnux [Lewis Black] (2017.)
- "Knjiga o džungli 1" kao Shere Khan [George Sanders] (2016.)
- "Kung Fu Panda 3" kao Kai [J.K Simmons] (2016.)
- "Tvrd orah 1" kao Kralj (2014.)
- "Avioni 1, 2" kao Kapetan [Stacy Keach] (2013., 2014.)
- "Neobična zubić vila" kao štakorski čuvar (2008.)
- "Princeza sunca" kao Horemheb (2007.)
- "Auti 1, 2, 3" kao Satnik [Paul Dooley] (2006., 2011., 2017.)
- "Zov divljine" kao Samsonov otac (2006.)
- "Mala sirena" (serija) kao Raža zlobni (2006.)
- "Ples malog pingvina" kao Barry (2006.)
- "Tarzan 1, 2" kao Kerchak [Lance Henriksen] (2005.)
- "Aladin 1" (2004.)
- "Potraga za Nemom" (2003.)
- "Sinbad: Legenda o sedam mora" (2003.)
- "Teletubbiesi" kao Strašni lav (2001. – 2003.)
- "Stuart Mali 1" kao Mačak Grga [Chazz Palminteri] (1999.)
- "Željezni div" kao Patron, pripovjedač u dokumentarnom filmu i Frank Thomas (1999.)
- "Batman i Superman Film" kao Lex Luthor i povjerenik James Gordon (1997.)
- "Action Man" kao Dr. X (1997.)
- "Tri praščića" kao vuk i Bitkos (1996.)
- "Mali leteći medvjedi" kao lasica Smradoljub (1990. – 1992.)
- "Barbie na labuđem jezeru" kao Rothbart [Kelsey Grammer] (2003.)
- "Štrumpfovi" kao Gargamel (1981. – 1989.)
- "Tom i Jerry" kao Spike (1940. – 1967.)

## Vanjske poveznice
- Žarko Savić u internetskoj bazi filmova IMDb-u (engl.)
- Stranica na ZKL.hr  Arhivirana inačica izvorne stranice od 27. ožujka 2009. (Wayback Machine)